# Angelina Topić
Angelina Topić (cyr. Ангелина Топић; ur. 26 lipca 2005 w Belgradzie) – serbska lekkoatletka specjalizująca się w skoku wzwyż. Siedmiokrotna mistrzyni Serbii w skoku wzwyż: na stadionie w latach 2021–2024 oraz w hali (2021, 2024, 2025).
Córka lekkoatletów: Biljany Topić (trójskoczkini) oraz Dragutina Topicia (skoczek wzwyż).

## Osiągnięcia
Na arenie międzynarodowej odniosła następujące sukcesy:
| Rok  | Impreza                                  | Miejsce    | Lokata      | Wynik |
| ---- | ---------------------------------------- | ---------- | ----------- | ----- |
| 2021 | III liga drużynowych mistrzostw Europy   | Limassol   | 2. miejsce  | 1,85  |
| 2021 | Mistrzostwa krajów bałkańskich           | Smederevo  | 10. miejsce | 1,82  |
| 2021 | Mistrzostwa Europy juniorów              | Tallinn    | 8. miejsce  | 1,83  |
| 2021 | Mistrzostwa świata juniorów              | Nairobi    | 6. miejsce  | 1,84  |
| 2022 | Halowe mistrzostwa świata                | Belgrad    | 9. miejsce  | 1,88  |
| 2022 | Mistrzostwa Europy juniorów młodszych    | Jerozolima | 1. miejsce  | 1,92  |
| 2022 | Mistrzostwa świata juniorów              | Cali       | 3. miejsce  | 1,93  |
| 2022 | Mistrzostwa Europy                       | Monachium  | 3. miejsce  | 1,93  |
| 2023 | Halowe mistrzostwa Europy                | Stambuł    | 4. miejsce  | 1,94  |
| 2023 | II dywizja drużynowych mistrzostw Europy | Chorzów    | 3. miejsce  | 1,91  |
| 2023 | Mistrzostwa Europy juniorów              | Jerozolima | 1. miejsce  | 1,90  |
| 2023 | Mistrzostwa świata                       | Budapeszt  | 7. miejsce  | 1,94  |
| 2024 | Halowe mistrzostwa świata                | Glasgow    | 5. miejsce  | 1,92  |
| 2024 | Mistrzostwa Europy                       | Rzym       | 2. miejsce  | 1,97  |
| 2024 | Igrzyska olimpijskie                     | Paryż      | –           | DNS   |
| 2025 | Halowe mistrzostwa Europy                | Apeldoorn  | 2. miejsce  | 1,95  |
| 2025 | Halowe mistrzostwa świata                | Nankin     | 4. miejsce  | 1,95  |
| 2025 | II dywizja drużynowych mistrzostw Europy | Maribor    | 2. miejsce  | 1,93  |
| 2025 | Młodzieżowe mistrzostwa Europy           | Bergen     | 1. miejsce  | 1,95  |

## Rekordy życiowe w skoku wzwyż
- na stadionie – 1,98 (19 maja 2024, Marrakesz oraz 7 lipca 2024, Paryż) rekord Serbii; 26 czerwca 2022 w Kruševacu wynikiem 1,96 ustanowiła aktualny nieoficjalny rekord świata juniorów młodszych
- w hali – 1,97 (13 lutego 2024, Bańska Bystrzyca) rekord Serbii